# Моррістаун (містечко, Нью-Йорк)
Моррістаун (англ. Morristown) — місто (англ. town) в США, в окрузі Сент-Лоуренс штату Нью-Йорк. Населення — 2082 особи (2020).

## Демографія
Згідно з переписом 2010 року, у місті мешкали 1974 особи в 766 домогосподарствах у складі 522 родин. Було 1829 помешкань
Расовий склад населення:
| - 97,5 % — білих - 0,5 % — корінних американців - 0,4 % — азіатів - 0,3 % — чорних або афроамериканців - 0,1 % — вихідців з тихоокеанських островів |

До двох чи більше рас належало 1,0 %. Частка іспаномовних становила 0,4 % від усіх жителів.
За віковим діапазоном населення розподілялося таким чином: 24,7 % — особи молодші 18 років, 59,1 % — особи у віці 18—64 років, 16,2 % — особи у віці 65 років та старші. Медіана віку мешканця становила 42,0 року. На 100 осіб жіночої статі у місті припадало 96,4 чоловіків;  на 100 жінок у віці від 18 років та старших — 100,5 чоловіків також старших 18 років.
Середній дохід на одне домашнє господарство  становив 80 382 долари США (медіана — 50 402), а середній дохід на одну сім'ю — 102 052 долари (медіана — 65 750). Медіана доходів становила 56 316 доларів для чоловіків та 36 875 доларів для жінок. За межею бідності перебувало 18,6 % осіб, у тому числі 41,9 % дітей у віці до 18 років та 9,9 % осіб у віці 65 років та старших.
Цивільне працевлаштоване населення становило 658 осіб. Основні галузі зайнятості: освіта, охорона здоров'я та соціальна допомога — 27,5 %, роздрібна торгівля — 18,7 %, сільське господарство, лісництво, риболовля — 8,2 %, будівництво — 7,9 %.